# The Vault of Horror (film)
The Vault of Horror (noto anche come Vault of Horror, Further Tales from the Crypt e Tales from the Crypt II) è un film horror a episodi del 1973 diretto da Roy Ward Baker e interpretato da Terry-Thomas, Dawn Addams, Denholm Elliott, Curd Jürgens, Tom Baker, Michael Craig, Terence Alexander, Glynis Johns, Mike Pratt, Robin Nedwell, Geoffrey Davies, Daniel Massey e Anna Massey.
Nonostante il titolo, nessuna delle storie del film è tratta dalla serie a fumetti The Vault of Horror. Tutte, tranne "Shock SuspenStories", sono apparse nella serie a fumetti Tales from the Crypt. Il personaggio del Guardiano della Cripta, presente nei fumetti, è assente nel film.

## Trama
Introduzione
Cinque sconosciuti salgono uno alla volta su un ascensore in discesa in un moderno palazzo di uffici di Londra. Una volta raggiunto il seminterrato, essi trovano un'ampia stanza riccamente arredata che sembra la sala di un club per gentiluomini. La porta dell'ascensore è chiusa; non ci sono pulsanti per riaprirla indietro, né vi sono altre vie d'uscita. Rassegnati e in attesa dei soccorsi, i cinque uomini si accomodano e ognuno di loro racconta un incubo ricorrente.
"Midnight Mess" (Tales from the Crypt #35)
Harold Rogers uccide Clive, un investigatore privato che aveva ingaggiato per rintracciare sua sorella Donna in una strana città, e poi uccide anche la sorella per reclamare l'eredità di famiglia. Recatosi al ristorante locale l'uomo scopre con orrore che la città ospita un covo di vampiri e che Donna  non è morta come pensava. Harold diventerà il piatto della serata quando la sua vena giugulare viene sfruttata come se fosse un distributore di bevande.
"The Neat Job" (Shock SuspenStories #1)
Arthur Critchit, maniaco dell'ordine, sposa Eleanor e le sue continue lamentele sul disordine che la donna crea finiscono col farla impazzire. Dopo l'ennesimo litigio, Eleanor si infuria e uccide Arthur a martellate, poi ne fa a pezzi il cadavere e mette tutti i diversi organi in barattoli ordinatamente etichettati.
"This Trick’ll Kill You" (Tales from the Crypt #33)
Sebastian è un mago in vacanza-lavoro in India, dove lui e sua moglie Inez sono alla ricerca di nuovi trucchi. Nulla lo impressiona finché non vede una ragazza che incanta una corda con un flauto, tirandola fuori da un cesto. Incapace di capire come funzioni il trucco, la convince a recarsi nella sua stanza d'albergo, dove, insieme alla moglie, la uccide e le ruba la corda incantata. Sebastian suona il flauto e la corda si solleva; rendendosi conto di aver scoperto un autentico incantesimo, la coppia inizia a pianificare di inserirlo nel loro numero. Inez si arrampica sulla corda fino al soffitto e poi scompare nel nulla dopo aver lanciato un grido. Una minacciosa macchia di sangue appare sul soffitto e la corda si avvolge intorno al collo di Sebastian, impiccandolo. La loro vittima riappare quindi viva nel bazar.
"Bargain in Death" (Tales from the Crypt #28)
Maitland viene sepolto vivo nell'ambito di una truffa assicurativa ordita con il suo amico Alex; tuttavia quest'ultimo tradisce l'amico lasciandolo soffocare nella bara. Due medici tirocinanti, Tom e Jerry, corrompono un becchino perché dissotterri per loro un cadavere da utilizzare per i loro studi. Quando la bara di Maitland viene aperta, questi salta in piedi ansimando, terrorizzando Tom e Jerry che corrono in mezzo alla strada provocando un incidente stradale nel quale perde la vita Alex. Il becchino uccide Maitland e, nel tentativo di concludere la vendita del cadavere, si scusa con Tom e Jerry per il danno alla testa che esso presenta.
"Drawn and Quartered" (Tales from the Crypt #26)
Moore è un pittore impoverito che vive a Haiti. Un giorno viene a sapere che i suoi dipinti sono stati venduti a prezzi elevati dai mercanti d'arte Diltant e Gaskill dopo essere stati elogiati dal critico Fenton Breedley; i tre gli avevano detto che erano senza valore. Moore allora va da un sacerdote vudù e alla sua mano di pittore viene dato il potere vudù: tutto ciò che dipinge o disegna può essere danneggiato danneggiando la sua immagine. Ma contemporaneamente a questo, Moore completa un autoritratto, che quindi deve tenere sotto chiave per impedire che la magia si rivolga contro di lui. Tornato a Londra, Moore dipinge i ritratti dei tre uomini che lo hanno ingannato e li mutila per vendicarsi. Dopo essersi vendicato per ultimo di Diltant (dipingendo un punto rosso sul ritratto, che induce l'uomo a spararsi in fronte), deve correre a casa perché ha chiuso il suo ritratto in una cassaforte ermetica e quindi sta per soffocare. Mette il ritratto all'aperto, ma si rende conto di aver lasciato l'orologio sulla scena della morte. Mentre torna indietro, un operaio lascia cadere accidentalmente una lattina di solvente sull'immagine attraverso un lucernario, e Moore, per effetto del vudù, subisce una morte cruenta, venendo investito da un camion mentre cerca di attraversare la strada.
Finale
Quando l'ultimo di essi ha terminato di raccontare il suo sogno, i cinque uomini riflettono sul significato dei loro incubi. La porta dell'ascensore si apre ed essi si ritrovano di fronte ad un cimitero. Rogers, Critchit, Maitland e Moore escono nel cimitero e scompaiono uno alla volta. Sebastian rimane indietro e spiega che sono tutte anime dannate costrette a raccontare le storie delle loro azioni malvagie per tutta l'eternità. Poi torna nella stanza, che ora è un mausoleo, si dirige verso la bara e scompare anche lui. Poi la porta si chiude sbattendo.

## Produzione
Il film è stato girato in esterni e presso i Twickenham Studios. La torre che si vede nelle scene iniziali è la Millbank Tower di Londra.
Nell'episodio "Bargain in Death", Maitland (Michael Craig) legge una copia della trasposizione letteraria del precedente film della Amicus Racconti dalla tomba (1972). Nello stesso episodio compaiono Geoffrey Davies e Robin Nedwell, entrambi apparsi nella serie televisiva britannica Dottori in allegria. La storia di Tales from the Crypt è ispirata al racconto di Ambrose Bierce "One Summer Night".

## Distribuzione
Il film venne distribuito nei cinema statunitensi dalla Cinerama Releasing Corporation.
In Italia il film è tutt'ora inedito.